# 艾奥达尔
艾奥达尔，是西班牙瓦伦西亚自治区卡斯特利翁省的一个市镇。总面积24平方公里，总人口238人（2001年），人口密度10人/平方公里。